# Farmacia all'Insegna del Moro
La Farmacia all'Insegna del Moro è un esercizio storico di Firenze, situato nell'edificio detto Casa Nardi di Vaglia in piazza di San Giovanni 5  angolo via Borgo San Lorenzo 2.

## Storia e descrizione
Si tratta di un edificio con un fronte settecentesco di disegno corrente (quattro piani per cinque assi sul borgo, sei sulla piazza) che mostra, dalla parte di borgo San Lorenzo, sulla chiave di volta della porta, uno scudo con l'arme dei Nardi di Vaglia (d'azzurro, al monte di sei cime d'oro, cimato da un crescente montante d'argento, posto in mezzo a tre stelle a otto punte, 1.2), che nel XVIII secolo avevano la proprietà dell'edificio. 
La notorietà del luogo è tuttavia dovuta alla presenza di una spezieria poi farmacia nei locali aperti sul canto (come d'altra parte accade ancora oggi), già tenuta fin dal 1521 da Anton Francesco Grazzini, detto il Lasca. L'antica denominazione della farmacia (spezieria del Saracino o del Moro) spiega la testa di moro che appare sulla rosta di quello che era un ingresso all'edificio. Altre teste di identico carattere ricorrono sui vetri del locale (della ditta De Matteis, verosimilmente risalenti agli anni trenta del Novecento), mentre all'interno è una grande lapide (con epigrafe già trascritta e commentata da Francesco Bigazzi) che ricorda l'uomo illustre:
| IN QUESTA OFFICINA GIÀ DEL SARACINO OR DEL MORO FIN DAL M.D.XXXI FU FARMACISTA A. F. GRAZZINI DA STAGGIA LEGGIADRO POETA COMMEDIOGRAFO E NOVELLIERE CHE QUIVI ACCOLTI A SUA CURA PRECIPUA MACCHIAVELLI MAZZUOLI DA STRADA E LO ZANCHINO CON ALTRI DI QUEI DOTTI IN LIETI CONVEGNI L'ACCADEMIA DEGLI UMIDI DI POI FIORENTINA FONDATA LE CUI DETTE INCRUSCATE ADUNANZE IN QUELLE DELLA CELEBRE CRUSCA DI TRAMUSTARONO NELLE QUALI TUTTE EI TOLSE IL NOME DA IMPRESA OVE UNA LASCA GUIZZA DALL'ONDA A GHERMIRE INCAUTA FARFALLA |

## Bibliografia

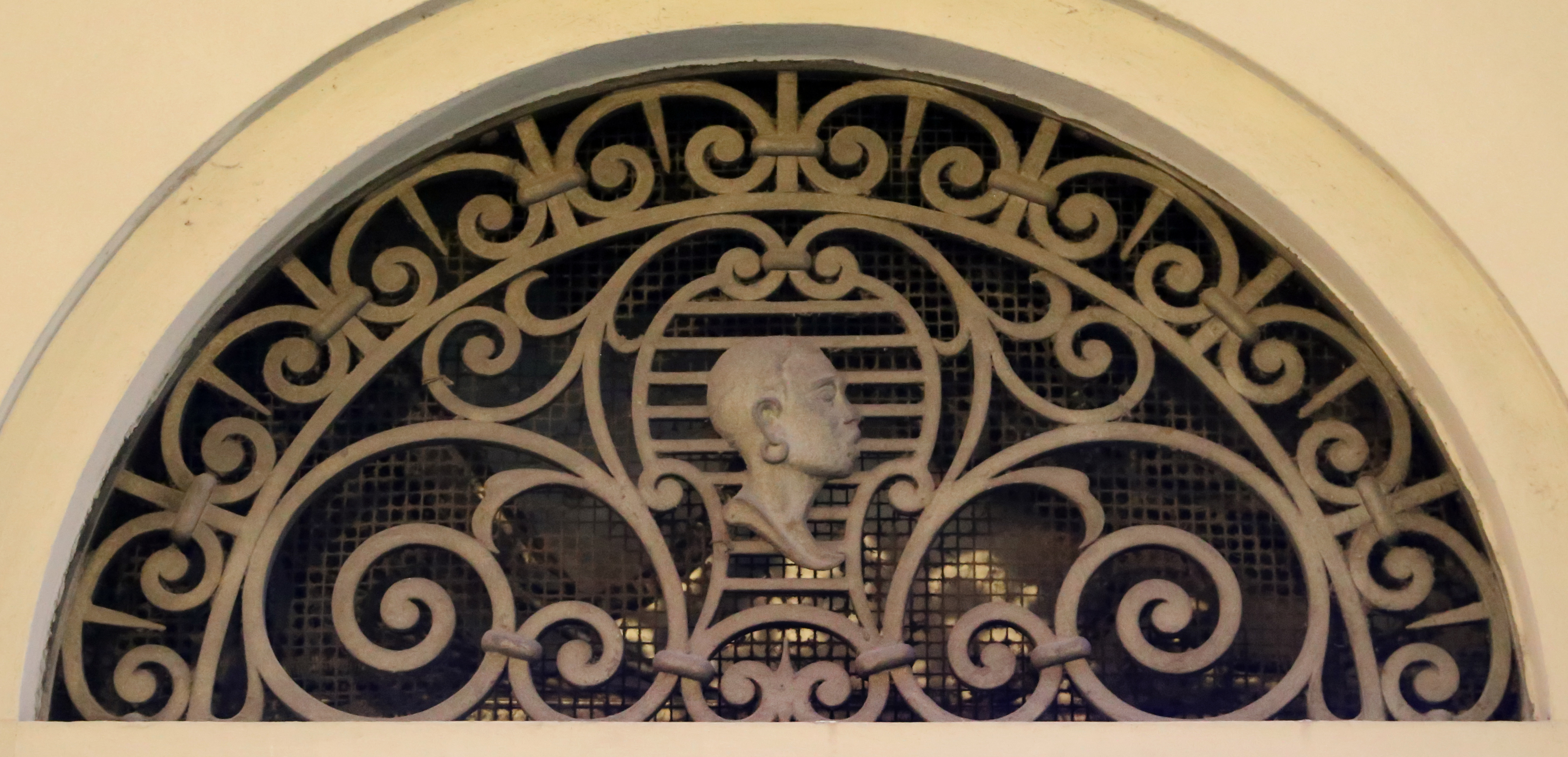
Grata con testa di Moro, orse su quello che era l'ingresso originale

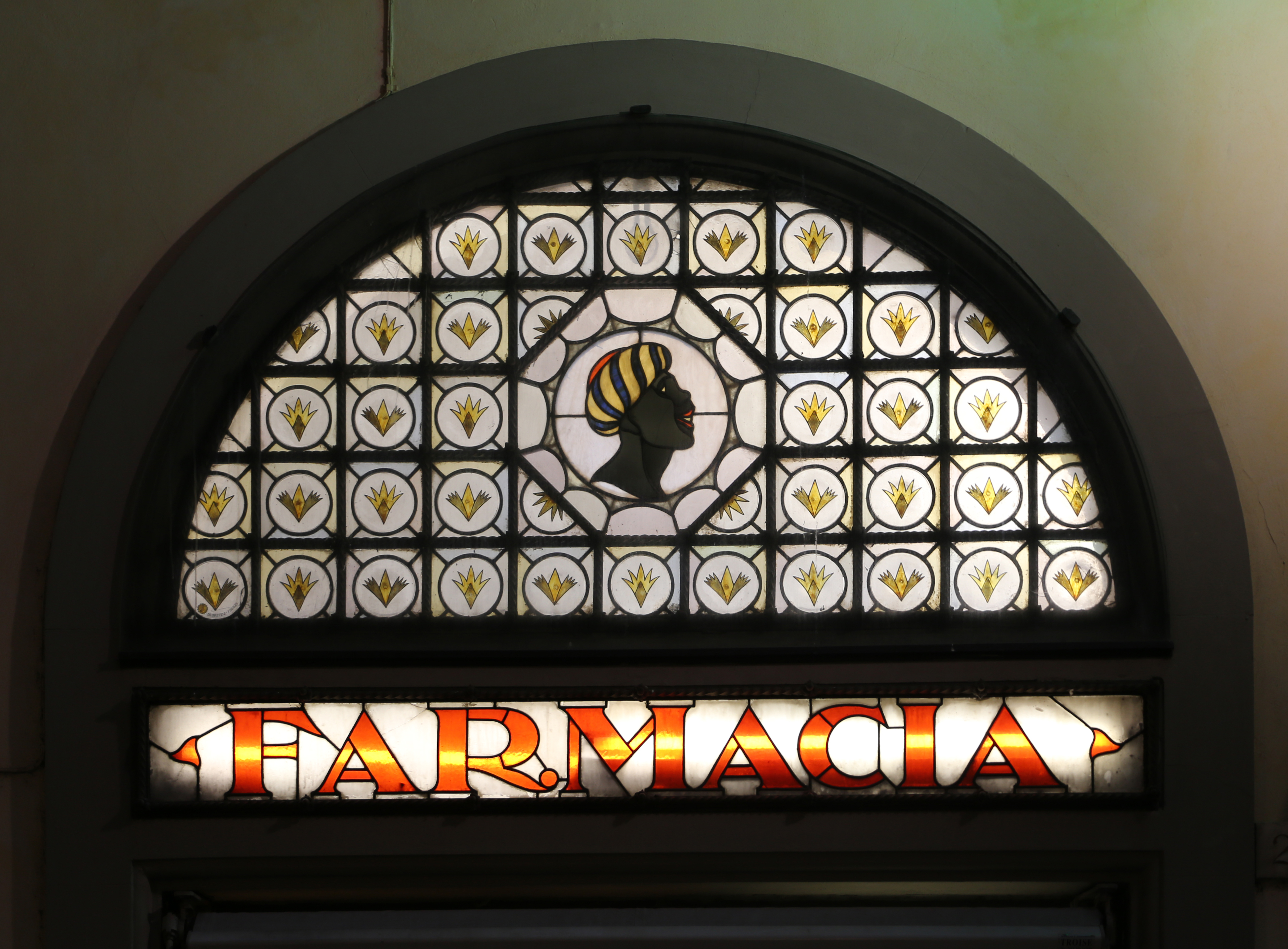
Vetrata della ditta Ulisse De Matteis